# Noces reials
 Noces reials  (original:  Royal Wedding ) és una pel·lícula musical de 1951 dirigida per Stanley Donen amb Fred Astaire, Jane Powell i Peter Lawford. Ha estat doblada al català.

## Argument
Tom i Ellen Bowen són germà i germana i estan entre les vedettes més populars de Broadway. Ellen enllaça les conquestes que no estima i Tom és un solter endurit. L'un i l'altre tenen un sant horror respecte al matrimoni. Però en el viatge en el vaixell que els porta a Londres, Ellen coneix el playboy Lord John Brindale amb qui comença un idil·li que es converteix en més seriós del que havien previst. Pel seu costat Tom s'enamora d'Anne Ashmond, una ballarina anglesa que fa una prova per a l'espectacle...

## Repartiment

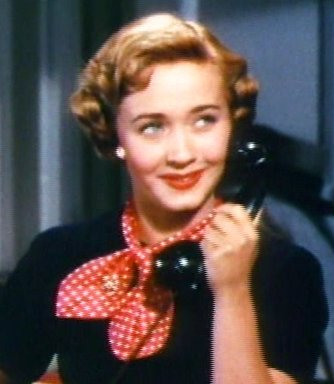
Jane Powell

- Fred Astaire: Tom Bowen
- Jane Powell: Ellen Bowen
- Peter Lawford: Lord John Brindale
- Sarah Churchill: Anne Ashmond

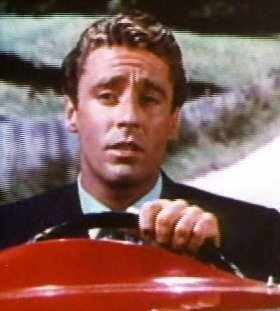
Peter Lawford

- Keenan Wynn: Irvin Klinger/Edgar Klinger
- Albert Sharpe: James Ashmond
- Henri Letondal: Purser

## Al voltant de la pel·lícula
- El guió de la pel·lícula descriu realment una part de la vida de Fred Astaire i de la seva germana Adele Astaire.
- Sarah Churchill era la filla de Winston Churchill mentre que Peter Lawford era el cunyat de John Fitzgerald Kennedy i Robert Kennedy.

## Galeria

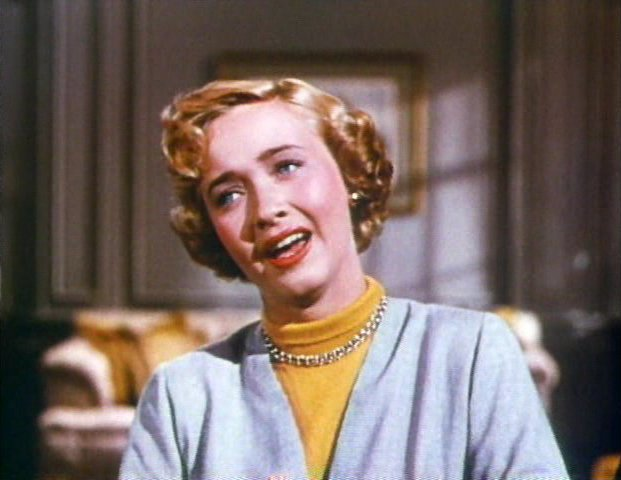
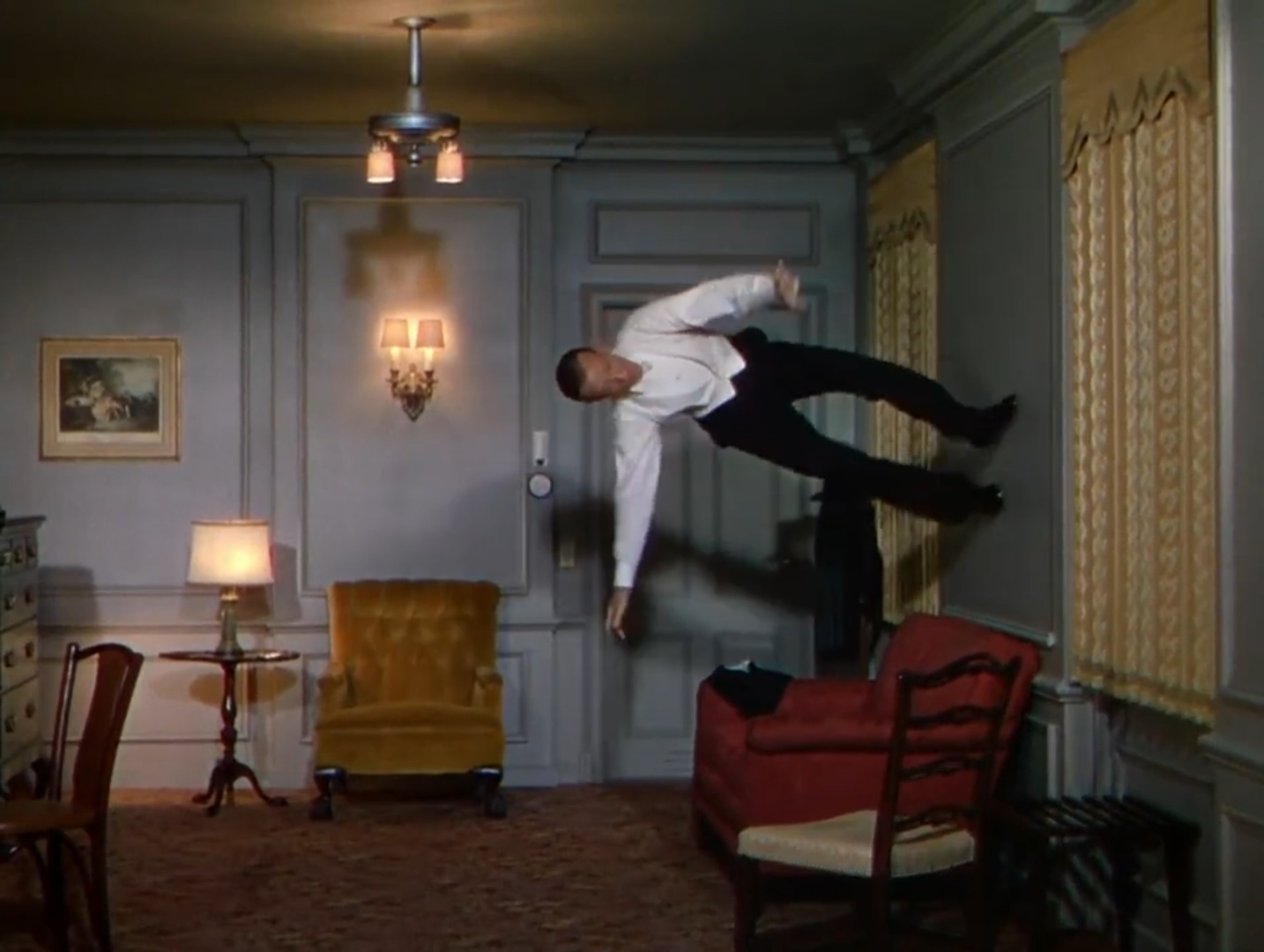
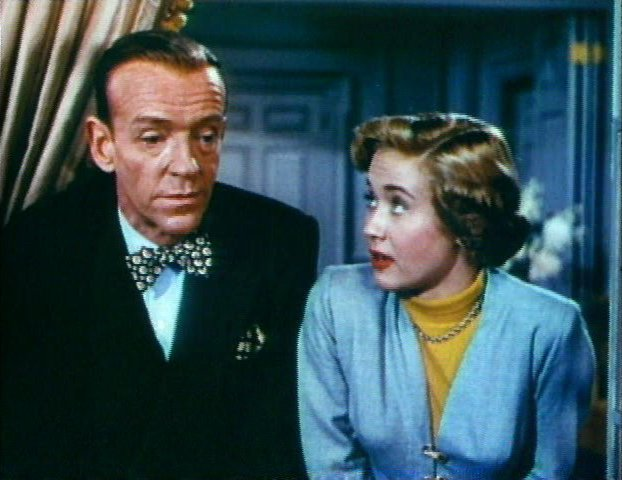
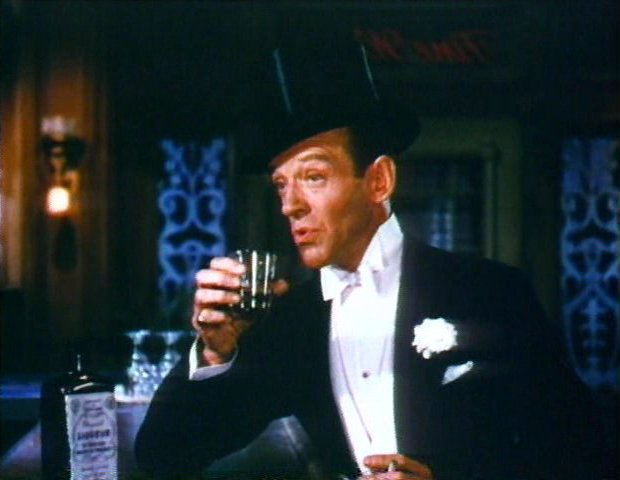
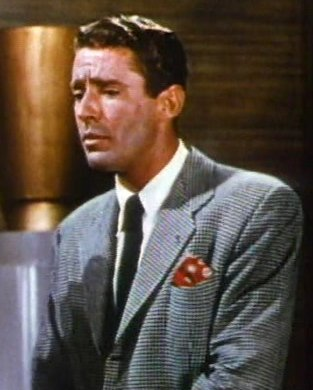
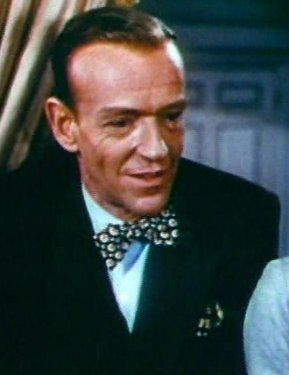
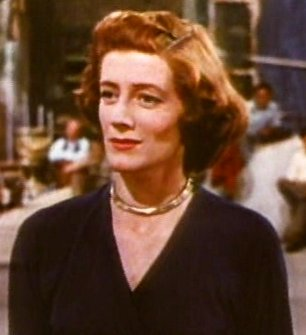